# Aserbaidschanisch-haitianische Beziehungen
Die aserbaidschanisch-haitianischen Beziehungen beschreiben das bilaterale Verhältnis zwischen der Republik Haiti einerseits und der Republik Aserbaidschan andererseits.
Die im Jahr 1804 von Frankreich unabhängig gewordene Republik Haiti und die im Jahr 1991 aus der Auflösung der Sowjetunion wiederentstandene Republik Aserbaidschan unterhalten seit 2003 diplomatische Beziehungen. Die diesbezügliche gemeinsame Erklärung wurde am 9. Mai 2003 von den Leitern der Ständigen Vertretungen beider Länder bei den Vereinten Nationen in New York unterzeichnet.
Haiti hatte die Unabhängigkeit der ehemaligen Aserbaidschanischen Sozialistischen Sowjetrepublik im Jahr 1992 anerkannt.
Weder auf diplomatischer noch auf konsularischer Ebene wurden Auslandsvertretungen im jeweils anderen Land eingerichtet.
Die formalisierten Beziehungen zeigten weder bei politischen noch wirtschaftlichen oder kulturellen Themen Ansätze bilateraler Zusammenarbeit.
Auf sportlichem Feld begegneten sich die Fußballnationalmannschaften beider Länder am 22. März 2025 zu einem Freundschaftsspiel in Sumgayit, das Haiti mit 3:0 gewinnen konnte. Der in Port-à-Piment geborene haitianische Fußballspieler Wilde-Donald Guerrier spielt seit 2023 für den aserbaidschanischen Klub Zirə FK.